# FA Cup 2000-01
La FA Cup 2000-01 (conocida como The FA Cup sponsored by AXA, por razones de patrocinio) fue la 120ª edición del más antiguo torneo de fútbol reconocido en el mundo.
El Liverpool dio la vuelta a un 1-0 en los últimos minutos de la final contra el Arsenal y consiguió su 6.ª FA Cup.

## Primera ronda
| No     | Local                  | Resultado | Visita                     |
| ------ | ---------------------- | --------- | -------------------------- |
| 1      | Blackpool              | 3–1       | Telford United             |
| 2      | Chester City           | 1–1       | Plymouth Argyle            |
| replay | Plymouth Argyle        | 1–2       | Chester City               |
| 3      | Chesterfield           | 0–1       | Bristol City               |
| 4      | Darlington             | 6–1       | AFC Sudbury                |
| 5      | AFC Bournemouth        | 2–0       | Swansea City               |
| 6      | Barnet                 | 2–1       | Hampton & Richmond Borough |
| 7      | Barrow                 | 0–2       | Leyton Orient              |
| 8      | Bury                   | 1–1       | Northwich Victoria         |
| replay | Northwich Victoria     | 1–0       | Bury                       |
| 9      | Canvey Island          | 4–4       | Port Vale                  |
| replay | Port Vale              | 1–2       | Canvey Island              |
| 10     | Yeovil Town            | 5–1       | Colchester United          |
| 11     | Reading                | 4–0       | Grays Athletic             |
| 12     | Walsall                | 4–0       | Exeter City                |
| 13     | Macclesfield Town      | 0–1       | Oxford United              |
| 14     | Lincoln City           | 4–0       | Bracknell Town             |
| 15     | Luton Town             | 1–0       | Rushden & Diamonds         |
| 16     | Swindon Town           | 4–1       | Ilkeston Town              |
| 17     | Wrexham                | 0–1       | Rotherham United           |
| 18     | Hednesford Town        | 2–4       | Oldham Athletic            |
| 19     | Wycombe Wanderers      | 3–0       | Harrow Borough             |
| 20     | Kidderminster Harriers | 0–0       | Burton Albion              |
| replay | Burton Albion          | 2–4       | Kidderminster Harriers     |
| 21     | Brentford              | 1–3       | Kingstonian                |
| 22     | Northampton Town       | 4–0       | Frickley Athletic          |
| 23     | Leigh RMI              | 0–3       | Millwall                   |
| 24     | Carlisle United        | 5–1       | Woking                     |
| 25     | Scunthorpe United      | 3–1       | Hartlepool United          |
| 26     | Mansfield Town         | 1–1       | Peterborough United        |
| replay | Peterborough United    | 4–0       | Mansfield Town             |
| 27     | Cardiff City           | 5–1       | Bristol Rovers             |
| 28     | Halifax Town           | 0–2       | Gateshead                  |
| 29     | Cheltenham Town        | 4–1       | Shrewsbury Town            |
| 30     | Torquay United         | 1–1       | Southend United            |
| replay | Southend United        | 2–1       | Torquay United             |
| 31     | Kettering Town         | 0–0       | Hull City                  |
| replay | Hull City              | 0–1       | Kettering Town             |
| 32     | Stoke City             | 0–0       | Nuneaton Borough           |
| replay | Nuneaton Borough       | 1–0       | Stoke City                 |
| 33     | Wigan Athletic         | 3–1       | Dorchester Town            |
| 34     | Gravesend & Northfleet | 1–2       | Notts County               |
| 35     | Cambridge United       | 2–1       | Rochdale                   |
| 36     | Radcliffe Borough      | 1–4       | York City                  |
| 37     | Forest Green Rovers    | 0–3       | Morecambe                  |
| 38     | Dagenham & Redbridge   | 3–1       | Hayes                      |
| 39     | Aldershot Town         | 2–6       | Brighton & Hove Albion     |
| 40     | Havant & Waterooville  | 1–2       | Southport                  |

## Segunda ronda
| No     | Local                  | Resultado | Visita                 |
| ------ | ---------------------- | --------- | ---------------------- |
| 1      | Blackpool              | 0–1       | Yeovil Town            |
| 2      | Chester City           | 3–2       | Oxford United          |
| 3      | Darlington             | 0–0       | Luton Town             |
| replay | Luton Town             | 2–0       | Darlington             |
| 4      | AFC Bournemouth        | 3–0       | Nuneaton Borough       |
| 5      | Bristol City           | 3–1       | Kettering Town         |
| 6      | Walsall                | 2–1       | Barnet                 |
| 7      | Northwich Victoria     | 3–3       | Leyton Orient          |
| replay | Leyton Orient          | 3–2       | Northwich Victoria     |
| 8      | Lincoln City           | 0–1       | Dagenham & Redbridge   |
| 9      | Swindon Town           | 5–0       | Gateshead              |
| 10     | Kidderminster Harriers | 0–2       | Carlisle United        |
| 11     | Millwall               | 0–0       | Wycombe Wanderers      |
| replay | Wycombe Wanderers      | 2–1       | Millwall               |
| 12     | Southend United        | 2–1       | Canvey Island          |
| 13     | Scunthorpe United      | 2–1       | Brighton & Hove Albion |
| 14     | Cardiff City           | 3–1       | Cheltenham Town        |
| 15     | Southport              | 1–2       | Kingstonian            |
| 16     | Morecambe              | 2–1       | Cambridge United       |
| 17     | York City              | 2–2       | Reading                |
| replay | Reading                | 1–3       | York City              |
| 18     | Rotherham United       | 1–0       | Northampton Town       |
| 19     | Wigan Athletic         | 1–1       | Notts County           |
| replay | Notts County           | 2–1       | Wigan Athletic         |
| 20     | Peterborough United    | 1–1       | Oldham Athletic        |
| replay | Oldham Athletic        | 0–1       | Peterborough United    |

## Tercera ronda
| N.º                                            | Local                | Resultado | Visitante               |
| ---------------------------------------------- | -------------------- | --------- | ----------------------- |
| 1                                              | AFC Bournemouth      | 2-3       | Gillingham              |
| 2                                              | Burnley              | 2-2       | Scunthorpe United       |
| replay                                         | Scunthorpe United    | 1-1       | Burnley                 |
| Scunthorpe United ganó por 5-4 en los penales. |                      |           |                         |
| 3                                              | Liverpool            | 3-0       | Rotherham United        |
| 4                                              | Preston North End    | 0-1       | Stockport County        |
| 5                                              | Southampton          | 1-0       | Sheffield United        |
| 6                                              | Watford              | 1-2       | Everton                 |
| 7                                              | Walsall              | 2-3       | West Ham United         |
| 8                                              | Leicester City       | 3-0       | York City               |
| 9                                              | Nottingham Forest    | 0-1       | Wolverhampton Wanderers |
| 10                                             | Blackburn Rovers     | 2-0       | Chester City            |
| 11                                             | Sheffield Wednesday  | 2-1       | Norwich City            |
| 12                                             | Bolton Wanderers     | 2-1       | Yeovil Town             |
| 13                                             | Sunderland           | 0-0       | Crystal Palace          |
| replay                                         | Crystal Palace       | 2-4       | Sunderland              |
| 14                                             | Derby County         | 3-2       | West Bromwich Albion    |
| 15                                             | Luton Town           | 3-3       | Queen's Park Rangers    |
| replay                                         | Queen's Park Rangers | 2-1       | Luton Town              |
| 16                                             | Swindon Town         | 0-2       | Coventry City           |
| 17                                             | Newcastle United     | 1-1       | Aston Villa             |
| replay                                         | Aston Villa          | 1-0       | Newcastle United        |
| 18                                             | Wycombe Wanderers    | 1-1       | Grimsby Town            |
| replay                                         | Grimsby Town         | 1-3       | Wycombe Wanderers       |
| 19                                             | Manchester City      | 3-2       | Birmingham City         |
| 20                                             | Fulham               | 1-2       | Manchester United       |
| 21                                             | Portsmouth           | 1-2       | Tranmere Rovers         |
| 22                                             | Bradford City        | 0-1       | Middlesbrough           |
| 23                                             | Carlisle United      | 0-1       | Arsenal                 |
| 24                                             | Chelsea              | 5-0       | Peterborough United     |
| 25                                             | Wimbledon            | 2-2       | Notts County            |
| replay                                         | Notts County         | 0-1       | ''Wimbledon''           |
| 26                                             | Southend United      | 0-1       | Kingstonian             |
| 27                                             | Huddersfield Town    | 0-2       | Bristol City            |
| 28                                             | Cardiff City         | 1-1       | Crewe Alexandra         |
| replay                                         | Crewe Alexandra      | 2-1       | Cardiff City            |
| 29                                             | Charlton Athletic    | 1-1       | Dagenham & Redbridge    |
| replay                                         | Dagenham & Redbridge | 0-1       | Charlton Athletic       |
| 30                                             | Morecambe            | 0-3       | Ipswich Town            |
| 31                                             | Leeds United         | 1-0       | Barnsley                |
| 32                                             | Leyton Orient        | 0-1       | Tottenham Hotspur       |

## Cuarta ronda
| N.º    | Local                | Resultado | Visita                  |
| ------ | -------------------- | --------- | ----------------------- |
| 1      | Bristol City         | 1-1       | Kingstonian             |
| replay | Kingstonian          | 0-1       | Bristol City            |
| 2      | Southampton          | 3-1       | Sheffield Wednesday     |
| 3      | Gillingham           | 2-4       | Chelsea                 |
| 4      | Blackburn Rovers     | 0-0       | Derby County            |
| replay | Derby County         | 2-5       | Blackburn Rovers        |
| 5      | Aston Villa          | 1-2       | Leicester City          |
| 6      | Bolton Wanderers     | 5-1       | Scunthorpe United       |
| 7      | Crewe Alexandra      | 0-1       | Stockport County        |
| 8      | Middlesbrough        | 0-0       | Wimbledon               |
| replay | Wimbledon            | 3-1       | Middlesbrough           |
| 9      | Sunderland           | 1-0       | Ipswich Town            |
| 10     | Everton              | 0-3       | Tranmere Rovers         |
| 11     | Wycombe Wanderers    | 2-1       | Wolverhampton Wanderers |
| 12     | Manchester City      | 1-0       | Crystal Palace          |
| 13     | Queen's Park Rangers | 0-6       | Arsenal                 |
| 14     | Manchester United    | 0-1       | West Ham United         |
| 15     | Charlton Athletic    | 2-4       | Tottenham Hotspur       |
| 16     | Leeds United         | 0-2       | Liverpool               |

## Octavos de final
| 17 de febrero de 2001 | Bolton Wanderers | 1:1     | Blackburn Rovers           | University of Bolton Stadium, Bolton                   |                                                        |
|                       | - Ricketts 62'   | Reporte | - 40' Dunn - 10' Flitcroft | Asistencia: 22.048 espectadores Árbitro(s): David Pugh | Asistencia: 22.048 espectadores Árbitro(s): David Pugh |

| 17 de febrero de 2001 | Leicester City                         | 3:0     | Bristol City | Filbert Street, Leicester                                |                                                          |
|                       | - Sturridge 10' - Hill 15' - Izzet 83' | Reporte |              | Asistencia: 200.905 espectadores Árbitro(s): Paul Durkin | Asistencia: 200.905 espectadores Árbitro(s): Paul Durkin |

| 17 de febrero de 2001 | Southampton | 0:0     | Tranmere Rovers | The Dell, Southampton                                  |                                                        |
|                       |             | Reporte |                 | Asistencia: 15.232 espectadores Árbitro(s): Steve Dunn | Asistencia: 15.232 espectadores Árbitro(s): Steve Dunn |

| 17 de febrero de 2001 | Sunderland | 0:1     | West Ham United | Stadium of Light, Sunderland                           |                                                        |
|                       |            | Reporte | - 76' Kanouté   | Asistencia: 36.005 espectadores Árbitro(s): Alan Wiley | Asistencia: 36.005 espectadores Árbitro(s): Alan Wiley |

| 17 de febrero de 2001 | Tottenham Hotspur                       | 4:0     | Stockport County | White Hart Lane, Londres                                 |                                                          |
|                       | - King 5' - Davies 30', 50' - Flynn 44' | Reporte |                  | Asistencia: 36.040 espectadores Árbitro(s): Clive Wilkes | Asistencia: 36.040 espectadores Árbitro(s): Clive Wilkes |

| 17 de febrero de 2001 | Wycombe Wanderers         | 2:2     | Wimbledon                     | Adams Park, High Wycombe                                      |                                                               |
|                       | - Simpson 72' - Brown 80' | Reporte | - 32' Williams - 44' Agyemang | Asistencia: 9.650 espectadores Árbitro(s): Eddie Wolstenholme | Asistencia: 9.650 espectadores Árbitro(s): Eddie Wolstenholme |

| 18 de febrero de 2001 | Arsenal                        | 3:1     | Chelsea           | Arsenal Stadium, Londres                                       |                                                                |
|                       | - Henry 52' - Wiltord 74', 85' | Reporte | - 62' Hasselbaink | Asistencia: 38.096 espectadores Árbitro(s): Eddie Wolstenholme | Asistencia: 38.096 espectadores Árbitro(s): Eddie Wolstenholme |

| 18 de febrero de 2001 | Liverpool                                             | 4:2     | Manchester City                | Anfield, Liverpool                                      |                                                         |
|                       | - Litmanen 74' - Heskey 69' - Šmicer 74' - Babbel 69' | Reporte | - 11' Kanchelskis - 11' Goater | Asistencia: 36.231 espectadores Árbitro(s): Graham Poll | Asistencia: 36.231 espectadores Árbitro(s): Graham Poll |

### Replays
En los replays de esta edición, destaca la remontada del Tranmere Rovers estando 3-0 abajo en el marcador, junto con un hat-trick del veterano Paul Rideout dieron la vuelta y ganaron por 4-3.
Mientras que el Wycombe Wanderers alcanzó los cuartos de final por primera vez en su historia, en un emocionante empate 2-2 en el alargue y una dramática definición a penales.
| 7 de marzo de 2001 | Blackburn Rovers                                | 3:0     | Bolton Wanderers | Ewood Park, Blackburn                                   |                                                         |
|                    | - Garry Flitcroft 56' - Craig Hignett 73' , 80' | Reporte |                  | Asistencia: 20.318 espectadores Árbitro(s): Mark Halsey | Asistencia: 20.318 espectadores Árbitro(s): Mark Halsey |

| 20 de febrero de 2001 | Tranmere Rovers                      | 4:3     | Southampton                                | Prenton Park, Birkenhead                               |                                                        |
|                       | - Rideout 59', 71', 80' - Barlow 83' | Reporte | - 12' Kachloul - 26' Tessem - 45' Richards | Asistencia: 12.910 espectadores Árbitro(s): Steve Dunn | Asistencia: 12.910 espectadores Árbitro(s): Steve Dunn |

| 20 de febrero de 2001 | Wimbledon                  | 2:2 (7:8 p.) | Wycombe Wanderers                            | Selhurst Park, Londres                                        |                                                               |
|                       | - Ainsworth 11' - Gray 91' | Reporte      | - 30' Dave Carroll - Simpson - 120' McCarthy | Asistencia: 9.464 espectadores Árbitro(s): Eddie Wolstenholme | Asistencia: 9.464 espectadores Árbitro(s): Eddie Wolstenholme |

## Cuartos de final
| 10 de marzo de 2001 | Arsenal                             | 3:0     | Blackburn Rovers | Arsenal Stadium, Londres                                |                                                         |
|                     | - Wiltord 2' - Adams 5' - Pirès 36' | Reporte |                  | Asistencia: 36.304 espectadores Árbitro(s): Jeff Winter | Asistencia: 36.304 espectadores Árbitro(s): Jeff Winter |

| 10 de marzo de 2001 | Leicester City | 1:2     | Wycombe Wanderers             | Filbert Street, Leicester                                 |                                                           |
|                     | - Izzet 68'    | Reporte | - 50' McCarthy - 90' Essandoh | Asistencia: 21.969 espectadores Árbitro(s): Steve Bennett | Asistencia: 21.969 espectadores Árbitro(s): Steve Bennett |

| 11 de marzo de 2001 | Tranmere Rovers           | 2:4     | Liverpool                                          | Prenton Park, Birkenhead                               |                                                        |
|                     | - Yates 47' - Allison 58' | Reporte | - 12' Murphy - 27' Owen - 52' Gerrard - 82' Fowler | Asistencia: 16.342 espectadores Árbitro(s): Alan Wiley | Asistencia: 16.342 espectadores Árbitro(s): Alan Wiley |

| 11 de marzo de 2001 | West Ham United            | 2:3     | Tottenham Hotspur               | Boleyn Ground, Londres                                  |                                                         |
|                     | - Pearce 43' - Todorov 72' | Reporte | - 31'. 57' Rebrov - 62' Doherty | Asistencia: 26.048 espectadores Árbitro(s): Andy D'Urso | Asistencia: 26.048 espectadores Árbitro(s): Andy D'Urso |

## Semifinales
Los encuentros se jugaron el 8 de abril a partido único en estadio neutral.
| 8 de abril de 2001 | Arsenal                  | 2:1     | Tottenham Hotspur | Old Trafford, Manchester                                |                                                         |
|                    | - Vieira 33' - Pirès 74' | Reporte | - 14' Doherty     | Asistencia: 63.541 espectadores Árbitro(s): Graham Poll | Asistencia: 63.541 espectadores Árbitro(s): Graham Poll |

| 8 de abril de 2001 | Wycombe Wanderers | 1:2     | Liverpool                 | Villa Park, Birmingham                                  |                                                         |
|                    | - Ryan 88'        | Reporte | - 78' Heskey - 83' Fowler | Asistencia: 40.037 espectadores Árbitro(s): Paul Durkin | Asistencia: 40.037 espectadores Árbitro(s): Paul Durkin |

## Final
Un gol de Fredrik Ljungberg al minuto 72 daba esperanzas al Arsenal de conseguir su tercer trofeo consecutivo, sin embargo dos goles de Michael Owen dieron la victoria al Liverpool, club que también ganó la Copa de la Liga esa temporada.
| 1     | POR   | David Seaman      |     |
| 2     | DEF   | Lee Dixon         | 90' |
| 5     | DEF   | Martin Keown      |     |
| 6     | DEF   | Tony Adams        |     |
| 29    | DEF   | Ashley Cole       |     |
| 8     | MED   | Freddie Ljungberg | 85' |
| 18    | MED   | Gilles Grimandi   |     |
| 4     | MED   | Patrick Vieira    |     |
| 7     | MED   | Robert Pires      |     |
| 11    | DEL   | Sylvain Wiltord   | 76' |
| 14    | DEL   | Thierry Henry     |     |
| D. T. | D. T. | Arsène Wenger     |     |

| 1     | POR   | Sander Westerveld |     |
| 6     | DEF   | Markus Babbel     |     |
| 12    | DEF   | Sami Hyypiä       |     |
| 2     | DEF   | Stéphane Henchoz  |     |
| 23    | DEF   | Jamie Carragher   |     |
| 13    | MED   | Danny Murphy      | 77' |
| 17    | MED   | Steven Gerrard    |     |
| 16    | MED   | Dietmar Hamann    | 60' |
| 7     | MED   | Vladimír Šmicer   | 77' |
| 8     | DEL   | Emile Heskey      |     |
| 10    | DEL   | Michael Owen      |     |
| D. T. | D. T. | Gérard Houllier   |     |

| 15 | MED | Ray Parlour     | 76' |
| 25 | DEL | Nwankwo Kanu    | 85' |
| 10 | DEL | Dennis Bergkamp | 90' |

| 21 | MED | Gary McAllister | 60' |
| 15 | MED | Patrik Berger   | 77' |
| 9  | DEL | Robbie Fowler   | 77' |

| 72' | Freddie Ljungberg | 1:0 |

| 83' · 88' | Michael Owen | 1:1 1:2 |

| 62' | Freddie Ljungberg |

| 57' | Dietmar Hamann |

| Principal | Steve Dunn |

|                    |     |     |
| Tiros              | 11  | 6   |
| Tiros a puerta     | 7   | 4   |
| Faltas             | 18  | 17  |
| Saques de esquina  | 4   | 5   |
| Fueras de juego    | 6   | 2   |
| Posesión del balón | 47% | 53% |

| Alineación inicial |

| 1     | POR   | David Seaman      |     |
| 2     | DEF   | Lee Dixon         | 90' |
| 5     | DEF   | Martin Keown      |     |
| 6     | DEF   | Tony Adams        |     |
| 29    | DEF   | Ashley Cole       |     |
| 8     | MED   | Freddie Ljungberg | 85' |
| 18    | MED   | Gilles Grimandi   |     |
| 4     | MED   | Patrick Vieira    |     |
| 7     | MED   | Robert Pires      |     |
| 11    | DEL   | Sylvain Wiltord   | 76' |
| 14    | DEL   | Thierry Henry     |     |
| D. T. | D. T. | Arsène Wenger     |     |

| 1     | POR   | Sander Westerveld |     |
| 6     | DEF   | Markus Babbel     |     |
| 12    | DEF   | Sami Hyypiä       |     |
| 2     | DEF   | Stéphane Henchoz  |     |
| 23    | DEF   | Jamie Carragher   |     |
| 13    | MED   | Danny Murphy      | 77' |
| 17    | MED   | Steven Gerrard    |     |
| 16    | MED   | Dietmar Hamann    | 60' |
| 7     | MED   | Vladimír Šmicer   | 77' |
| 8     | DEL   | Emile Heskey      |     |
| 10    | DEL   | Michael Owen      |     |
| D. T. | D. T. | Gérard Houllier   |     |

| 15 | MED | Ray Parlour     | 76' |
| 25 | DEL | Nwankwo Kanu    | 85' |
| 10 | DEL | Dennis Bergkamp | 90' |

| 21 | MED | Gary McAllister | 60' |
| 15 | MED | Patrik Berger   | 77' |
| 9  | DEL | Robbie Fowler   | 77' |

| 72' | Freddie Ljungberg | 1:0 |

| 83' · 88' | Michael Owen | 1:1 1:2 |

| 62' | Freddie Ljungberg |

| 57' | Dietmar Hamann |

| Principal | Steve Dunn |

|                    |     |     |
| Tiros              | 11  | 6   |
| Tiros a puerta     | 7   | 4   |
| Faltas             | 18  | 17  |
| Saques de esquina  | 4   | 5   |
| Fueras de juego    | 6   | 2   |
| Posesión del balón | 47% | 53% |

| Alineación inicial |

| 1     | POR   | David Seaman      |     |
| 2     | DEF   | Lee Dixon         | 90' |
| 5     | DEF   | Martin Keown      |     |
| 6     | DEF   | Tony Adams        |     |
| 29    | DEF   | Ashley Cole       |     |
| 8     | MED   | Freddie Ljungberg | 85' |
| 18    | MED   | Gilles Grimandi   |     |
| 4     | MED   | Patrick Vieira    |     |
| 7     | MED   | Robert Pires      |     |
| 11    | DEL   | Sylvain Wiltord   | 76' |
| 14    | DEL   | Thierry Henry     |     |
| D. T. | D. T. | Arsène Wenger     |     |

| 1     | POR   | Sander Westerveld |     |
| 6     | DEF   | Markus Babbel     |     |
| 12    | DEF   | Sami Hyypiä       |     |
| 2     | DEF   | Stéphane Henchoz  |     |
| 23    | DEF   | Jamie Carragher   |     |
| 13    | MED   | Danny Murphy      | 77' |
| 17    | MED   | Steven Gerrard    |     |
| 16    | MED   | Dietmar Hamann    | 60' |
| 7     | MED   | Vladimír Šmicer   | 77' |
| 8     | DEL   | Emile Heskey      |     |
| 10    | DEL   | Michael Owen      |     |
| D. T. | D. T. | Gérard Houllier   |     |

| 15 | MED | Ray Parlour     | 76' |
| 25 | DEL | Nwankwo Kanu    | 85' |
| 10 | DEL | Dennis Bergkamp | 90' |

| 21 | MED | Gary McAllister | 60' |
| 15 | MED | Patrik Berger   | 77' |
| 9  | DEL | Robbie Fowler   | 77' |

| 72' | Freddie Ljungberg | 1:0 |

| 83' · 88' | Michael Owen | 1:1 1:2 |

| 62' | Freddie Ljungberg |

| 57' | Dietmar Hamann |

| Principal | Steve Dunn |

|                    |     |     |
| Tiros              | 11  | 6   |
| Tiros a puerta     | 7   | 4   |
| Faltas             | 18  | 17  |
| Saques de esquina  | 4   | 5   |
| Fueras de juego    | 6   | 2   |
| Posesión del balón | 47% | 53% |

| Alineación inicial |

| 1     | POR   | David Seaman      |     |
| 2     | DEF   | Lee Dixon         | 90' |
| 5     | DEF   | Martin Keown      |     |
| 6     | DEF   | Tony Adams        |     |
| 29    | DEF   | Ashley Cole       |     |
| 8     | MED   | Freddie Ljungberg | 85' |
| 18    | MED   | Gilles Grimandi   |     |
| 4     | MED   | Patrick Vieira    |     |
| 7     | MED   | Robert Pires      |     |
| 11    | DEL   | Sylvain Wiltord   | 76' |
| 14    | DEL   | Thierry Henry     |     |
| D. T. | D. T. | Arsène Wenger     |     |

| 1     | POR   | Sander Westerveld |     |
| 6     | DEF   | Markus Babbel     |     |
| 12    | DEF   | Sami Hyypiä       |     |
| 2     | DEF   | Stéphane Henchoz  |     |
| 23    | DEF   | Jamie Carragher   |     |
| 13    | MED   | Danny Murphy      | 77' |
| 17    | MED   | Steven Gerrard    |     |
| 16    | MED   | Dietmar Hamann    | 60' |
| 7     | MED   | Vladimír Šmicer   | 77' |
| 8     | DEL   | Emile Heskey      |     |
| 10    | DEL   | Michael Owen      |     |
| D. T. | D. T. | Gérard Houllier   |     |

| 15 | MED | Ray Parlour     | 76' |
| 25 | DEL | Nwankwo Kanu    | 85' |
| 10 | DEL | Dennis Bergkamp | 90' |

| 21 | MED | Gary McAllister | 60' |
| 15 | MED | Patrik Berger   | 77' |
| 9  | DEL | Robbie Fowler   | 77' |

| 72' | Freddie Ljungberg | 1:0 |

| 83' · 88' | Michael Owen | 1:1 1:2 |

| 62' | Freddie Ljungberg |

| 57' | Dietmar Hamann |

| Principal | Steve Dunn |

|                    |     |     |
| Tiros              | 11  | 6   |
| Tiros a puerta     | 7   | 4   |
| Faltas             | 18  | 17  |
| Saques de esquina  | 4   | 5   |
| Fueras de juego    | 6   | 2   |
| Posesión del balón | 47% | 53% |

| Alineación inicial |

|                       |
| Campeón               |
| Bandera de Inglaterra |
| Liverpool             |
| 6º título             |